# Europäisches Landschaftsübereinkommen
Das Europäische Landschaftsübereinkommen (auch bekannt als Europäische Landschaftskonvention oder Florenz-Konvention) ist ein Übereinkommen des Europarates, welches auf Initiative des Kongress der Gemeinden und Regionen des Europarates entstanden ist. Der Vertrag mit der SEV-Nr. 176 wurde am 20. Oktober 2000 in Florenz unterzeichnet und ist am 1. März 2004 in Kraft getreten.

## Inhalt und Unterzeichnung
Es ist das erste völkerrechtliche Übereinkommen, das sich ausschließlich mit der Förderung, dem Schutz, der Pflege und der Gestaltung der europäischen Landschaften auseinandersetzt. Ziel ist außerdem, eine europäische Zusammenarbeit in Landschaftsfragen zu organisieren. Es stellt eine wichtige Grundlage für den Kulturlandschaftsschutz auf europäischer Ebene dar.
Das Übereinkommen betont zunächst den sozialen Nutzen und die europäische Dimension von Landschaften. Landschaften sind wichtige Elemente für die Lebensqualität der Bevölkerung. Das Übereinkommen betrifft sämtliche Landschaften. Es erfasst natürliche, ländliche, städtische und stadtnahe Gebiete, sowohl besonders bedeutsame als auch gewöhnliche. Alle staatlichen Maßnahmen sollen auf die jeweilige Landschaft ausgerichtet sein und an sie angepasst werden.
Das Abkommen sieht außerdem die Verleihung eines Landschaftspreises durch den Europarat an Gemeinden, Regionen und nichtstaatliche Organisationen vor, wenn sie mit ihrer Politik beispielhaft und dauerhaft zum Landschaftsschutz, zur Landschaftspflege und zur Landschaftsplanung beigetragen haben.
Auch Staaten, die nicht Mitglieder des Europarates sind, sowie die Europäische Union, können dem Abkommen beitreten.
Das Europäische Landschaftsübereinkommen wurde bereits von 40 Mitgliedstaaten des Europarates unterzeichnet und von 39 ratifiziert. Die Schweiz hat schon 2000 unterzeichnet, die Ratifizierung erfolgte erst am 20. Februar 2013. Nur sechs Mitgliedstaaten des Europarats haben „dieses Instrument gemeinsamer Bemühungen zur Erhaltung des Europäischen Natur- und Kulturerbes“ weder unterzeichnet noch ratifiziert, dies sind Albanien, Deutschland, Liechtenstein (beabsichtigt die Ratifizierung), Monaco, Österreich, und Russland.